# Francesc Gambús
Francesc de Paula Gambús i Millet, né le 21 mai 1974 à Barcelone et mort le 23 novembre 2019 à Bruxelles, est un homme politique espagnol.

## Biographie
Francesc Gambús est de 2014 a 2019 membre du Parlement européen. Il est membre de la commission de l'environnement, de la santé publique et de la sécurité alimentaire et de la délégation pour les relations avec les pays du Machrek.

### Mort
Francesc Gambús est retrouvé mort à son domicile de Bruxelles le 23 novembre 2019 à l'âge de 45 ans. Les députés européens Esteban González Pons, Ernest Urtasun, Javi López et Jordi Cañas ainsi que le président du Parti démocrate européen catalan David Bonvehí et le secrétaire général d'Unis pour avancer (es) — successeure d'Unió — Ramon Espadaler (es) saluent sa mémoire